# Коко до Шанель
«Коко́ до Шане́ль» (фр. Coco avant Chanel) — франко-бельгийский биографический фильм о Коко Шанель, вышедший на экраны в 2009 году.

## Сюжет
Через несколько лет после оставления приюта, где отец никогда не навещал её, Габриэль Шанель работает в провинциальном баре сразу в двух ипостасях. Она и швея для исполнителей, и певица, получившая прозвище Коко за песню, которую она пела ночью вместе со своей сестрой. Связь с бароном Бальзаном позволяет ей войти во французский свет и даёт шанс развить дар к созданию всё более и более популярных шляп. Когда Коко влюбляется в английского бизнесмена Артура Кэпла, перед ней открываются новые возможности, но жизнь становится сложнее, чем когда-либо.

## В ролях
- Одри Тоту — Габриэль (Коко) Шанель
- Бенуа Пульворд — Этьен Бальсан
- Эмманюэль Дево — Эмильена д'Алансон
- Алессандро Нивола — Артур Кэйпел
- Мари Жиллен — Адриенна, сестра Габриель Шанель
- Ян Дюффа — Морис де Нексон

## Название
В названии фильма «до» (фр. avant, англ. before) является предлогом, который отражает содержание фильма — биографию Габриель-Коко до тех дней, когда она стала всемирно известной Шанель.

## Награды и номинации

### Номинации
- 2010 — Премия «Оскар»
  - Лучший дизайн костюмов — Катрин Летерье
- Премия BAFTA за лучший неанглоязычный фильм (Кароль Скотта, Каролин Бенджо, Филипп Каркассон и Анн Фонтен)
- Премия BAFTA за лучшую женскую роль (Одри Тоту)
- Премия BAFTA за лучший дизайн костюмов (Катрин Летерье)
- Премия BAFTA за лучший грим и прически (Тхи Тхань Ту Нгуен и Джейн Милон)
- Премия «Сезар» за лучший адаптированный сценарий (Анн Фонтен и Камилла Фонтен)
- Премия «Сезар» за лучшую женскую роль (Одри Тоту)
- Премия «Сезар» за лучшую мужскую роль второго плана (Бенуа Пульворд)
- Премия «Сезар» за лучшую операторскую работу (Кристоф Бокарн)
- Премия «Сезар» за лучшие декорации (Оливье Радо)
- Премия Европейской киноакадемии за лучший европейский фильм (выбор зрителей) (Анн Фонтен)
- Премия Европейской киноакадемии лучшему композитору (Александр Деспла)
- Премия Европейской академии кино Первый приз за лучший дизайн костюмов (Катрин Летерье)
- Премия BFCA за лучший иностранный фильм (Анн Фонтен)

### Награды
- Премия «Сезар» за лучшие костюмы (Катрин Летерье)
- Премия WSA лучшему композитору саундтрека года (Александр Деспла)